# Rava (Insel)
Rava ist eine kroatische Insel in der Adria, gelegen im Archipel vor Zadar.

## Lage und Einwohner
Rava liegt zwischen den Inseln Dugi Otok und Iž  im Archipel 30 km vor Zadar. Auf der 3,6 km² großen Insel leben 67 Menschen (2021), verteilt auf die Ortschaften Vela Rava und Mala Rava. Nach der Größe ist sie die 53. Insel in Kroatien, und die 37. nach der Einwohnerzahl. Es besteht eine tägliche Schiffsverbindung mit Zadar. Auf der Insel verkehren keine Autos.

## Geschichte
Die Insel Rava wird im 13. Jahrhundert erstmals als Raua erwähnt.
Mit Beginn der Wirtschaftskrise in den 1930er-Jahren emigrierten immer mehr Bewohner in die Stadt Zadar oder ins Ausland, vor allem nach Nord- und Südamerika und Australien. Lebten 1921 noch 491 Menschen auf der Insel, so sank danach die Einwohnerzahl auf 305 (1961) und nun auf 67 (2021). Die wenigen Bewohner leben vom Tourismus und der Fischerei. Vereinzelt werden auch Wein und Oliven angebaut.  Früher war die Insel für ihre Korbflechterei bekannt. Auf der Insel fließt kein Oberflächenwasser, wodurch die Einwohner gezwungen sind, das Regenwasser in Zisternen zu sammeln.
Im Dorf gibt es auf dem Platz Kolešće ein Hinweisschild. Auf diesem steht, dass hier das Zentrum der Welt sei. Auf dem Platz ist ein symmetrischer Kreis zu sehen. Es gibt mehrere Versionen der Legende. Eine davon ist diese hier. „Damit sich die Erde besser umdrehe, haben die Bewohner der Insel, in diesem Kreis Olivenöl geschüttet.“ Die Übersetzung des Textes in archaischem dalmatinischem Dialekt auf der Tafel an diesem Platz lautet:
Mit der Stimme meiner Wellen

möchte ich dir sagen

meiner Schönheit kannst Du nicht entkommen

Ich bin Rava - der Mittelpunkt der Welt

## Galerie

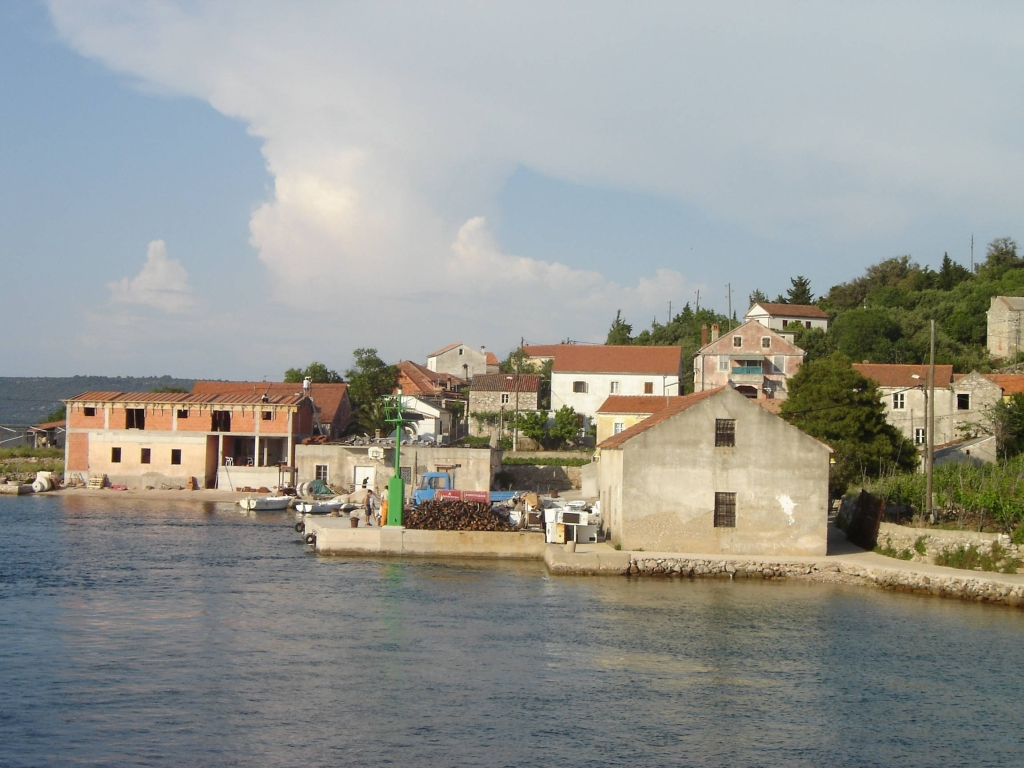
Mala Rava
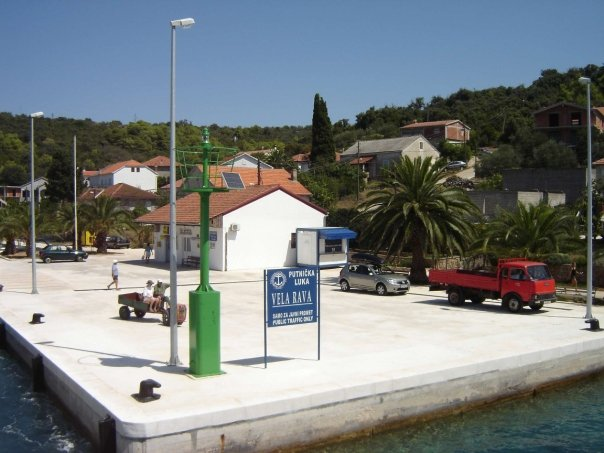
Vela Rava Fährhafen
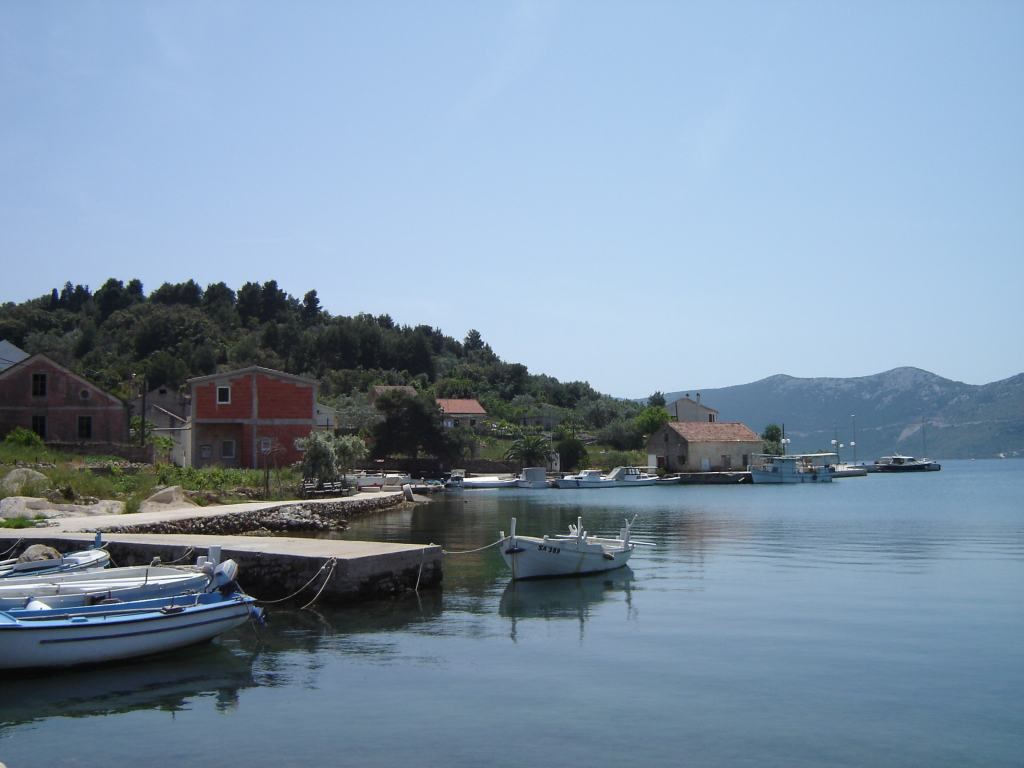
Lokvina Bucht
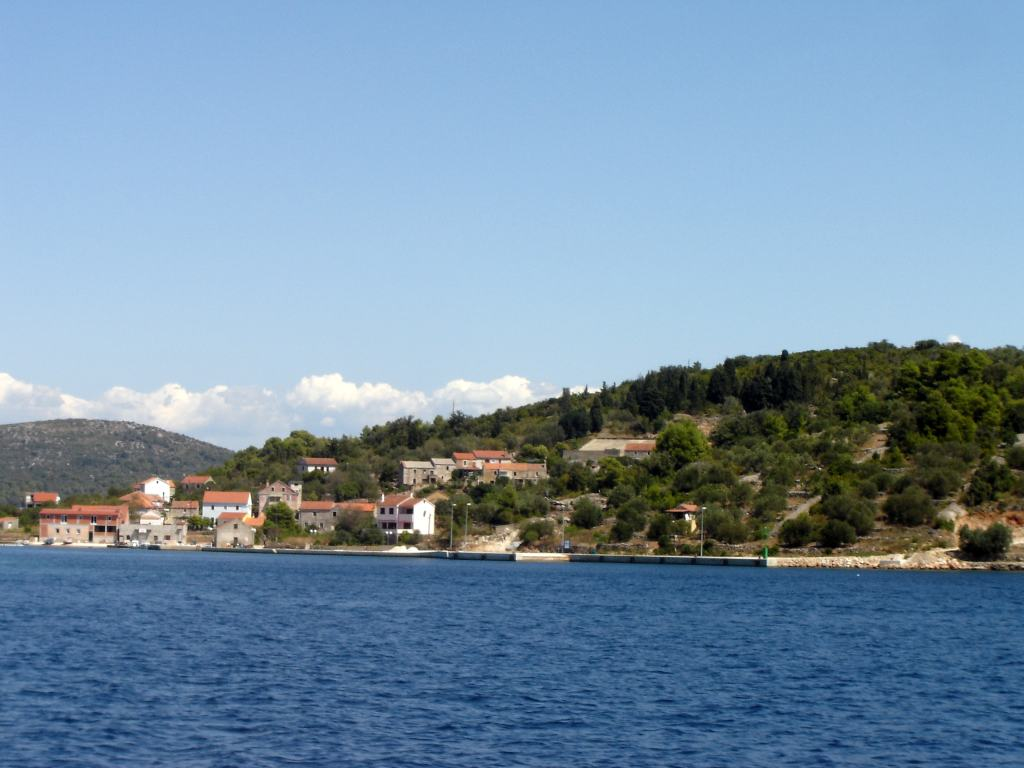
Mala Rava
Wappen von Rava